# Anne Lombard-Jourdan
Anna Jourdan, detta   Anne Lombard Jourdan (Chambéry, 14 dicembre 1909 – Versailles, 13 febbraio 2010) è stata una storica francese.
Specializzata nella storia di Parigi e della piana di Saint-Denis, ha anche pubblicato numerosi libri sul folklore e la mitologia gallica.

## Biografia
Anne Mathilde Lombard-Jourdan sostiene alla Scuola des Chartes la tesi di laurea nel 1933 sulle "Halles  parigine dal 1137 al 1436" che viene anche pubblicata. Marcel Poëte, il grande storico di Parigi, che aveva notato la giovane laureata dell'Ecole des Chartes e che la introdusse all'urbanistica- nuova disciplina- disse della sua tesi sostenuta nel 1933 che fu "uno dei più preziosi contributi alla storia di Parigi".
Nel 1934, grazie alla lettera di presentazione di Lucien Febvre, frequenta la Scuola di Alti Studi ispanici di Madrid. Conosce un giovane arabista, Maurice Lombard, tornato da un soggiorno di studio a Roma, dove era stato ospite della Fondazione Primoli. Si sposano a Madrid. Maurice Lombard (1904-1965) diventa un islamista molto noto, di cui Anne pubblicherà le opere postume. Scoppia la guerra civile in Spagna e Anne deve rinunciare alle ricerche d'urbanistica che stava svolgendo. Accompagna quindi il marito all'istituto francese d'archeologia orientale (IFAO) al Cairo.  La loro complicità intellettuale durerà fino alla morte del marito nel 1965. Anne pubblicherà quindi cinque delle opere postume di Maurice Lombard. Il loro figlio Denys Lombard, diventerà un esperto dell'Asia dell'Est e sud-est.
Nel 1960, dirige i lavori alla sesta sezione della Scuola Pratica di Alti Studi (EPHE) restandoci fino al 1975. È in questo periodo che incontra Jacque Le Goffe, che fu un allievo di Maurice Lombard.
Storica della capitale, si interessa alle periferie parigine, in particolare di Saint-Denis a cui dedicherà molti volumi. È in questi anni che si interessa ai miti gallici.
Si occupò anche di altre tematiche, pubblica infatti nel 2002 la relazione di viaggio a Timor occidentale di un illuminista Jean-Baptiste Pelon nella rivista dei Quaderni dell'Arcipelago, la rivista però confonde il contributo credendolo uno scritto del figlio Denys Lombard, orientalista rinomato, direttore della Scuola francese d'Estremo Oriente fino alla sua morte nel 1998. Anne pubblicherà molti articoli su questa rivista.
In occasione dei suoi 100 anni ritorna alle origini dei suoi studi giovanili le Halles parigine, e pubblica" Les Halles di Parigi e i suoi quartieri (1137- 1969)" .
Muore nel febbraio 2010.

## La piana di Lendit

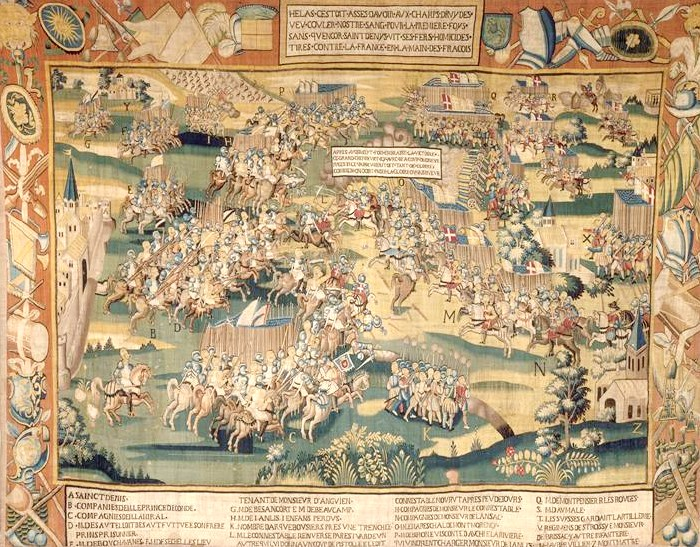
La battaglia di Saint-Denis, Museo del Rinascimento, (Ecouen), 1567

L'opera di Anne Lombard- Jourdan è incentrata sulla storia di Parigi e di Saint-Denis e sulla sopravvivenza delle tradizioni galliche. Anne Lombard-Jourdan ha ricostruito la storia di questa parte dell' 'Île-de-France dal Neolitico al Medioevo. Grazie ad una erudizione poliedrica, basata su fonti letterarie e narrative, sulla filologia,  topografia ed archeologia, Anne Lombard-Jourdan ha cercato di dimostrare l'importanza religiosa ed economica della piana del Lendit per i Galli che si è perpetuata fino al periodo dei Franchi. Secondo Anne Lombard-Jourdan, il Lendit fu un centro religioso, politico, economico all'epoca della Gallia indipendente e conserva attraverso i secoli un irradiamento di cui beneficia anche l'abbazia di Saint-Denis. I testi sull'origine del culto di Saint-Denis nasconde l'esistenza di un polo identitario della precedente Gallia pagana, che si sarebbe trovato proprio nella piana di Lendit, nella zona compresa tra il sud, le alture di Montmartre et Belleville separata dal colle della Chapelle, e a Nord dalla bassa Valle del Croult.
L'intellighenzia dionisiaca (Nota 1) attribuisce anche la fondazione del monastero a Dagoberto I, che ottenne un diploma reale che assicurava a Saint-Denis l'esenzione totale e il controllo di zone tra cui Lendit, ciò permise all'abate di accaparrarsi l'appoggio della monarchia franca e poi francese. Anne compose le carte esaltando la figura di Saint Denis, recuperando così il prestigio legato al sito di Lendit.
Per Anne Lombard-Jourdan dietro a questo recupero si celava una tradizione pagana di prima importanza che si collegava dopo l'epoca celtica a un tumulo situato nel cuore della piana del Lendit, chiamato mind-gawi dai Franchi, ossia "colui che protegge il paese", da cui deriva il termine Montjoie. Questo luogo avrebbe dovuto essere un posto di raccordo economico e religioso dei Galli, una tappa sulla strada tra Cornovaglia e Mediterraneo e il centro druidico, santuario dei Galli. Al fine di purificare questo sito di culto pagano, Saint-Denis divenne l'equivalente e il sostituto del "Protettore del paese". Il suo nome fu collegato a quello di "Munjoie" nelle invocazione dei guerrieri in difficoltà.

### Testimonianze storiche

#### Antichità
Secondo ciò che dice la Gloriosæ, la prima Vita di Saint-Denis datata anno 500, esiste un luogo ritenuto per tre volte santo a Lendit; in effetti si ritiene sia stato un luogo di tre martiri di Santi: Denis, Rustique, Éleuthère. La versione più vicina all'originale è conservata in un manoscritto del X secolo; le varianti ulteriori rivelano delle differenze: infatti il posto è un luogo venerabile per ben tre volte ma è anche un santuario ancestrale dedicato a tre divinità galliche.
Anne Lombard-Jourdan lega questa menzione di triplice luogo sacro alla trinità degli dei gallici riportata da Lucano nelle Pharsalia, i popoli che per i Celti erano i guardiani del santuario della triade dei grandi dei, dove si compivano dei sanguinosi sacrifici; e ci dà i nomi delle tre divinità maggiori: Teutatès, il dio della tribù,  Ésus, assimilato tanto a Marte che a Mercurio dagli scoliasti, Taranis, dio del sole e del tuono.
Anne Lombard-Jourdan ricorda anche che secondo Giulio Cesare,  i Galli si riunivano in importanti assemblee druidiche al centro della Gallia, ai confini del paese dei Carnuti; i Galli celtici e belgi erano separati dalla Senna e dalla Marna, per cui un tale centro si dovrebbe trovare secondo lei alla confluenza di questi due corsi d'acqua.

#### Medioevo
Anne Lombard-Jourdan ha pubblicato dei testi inediti di Raoul de Presles, consigliere di Carlo V, che identificano il centro della Gallia con il Nord di Parigi e a Mons Jovis. Raoul de Presles, che disponeva di una biblioteca molto importante aveva a disposizione dei testi che non sono arrivati fino a noi; delle vestigia architettoniche scomparse ma visibili ancora ai suoi tempi nella periferia parigina e a cui egli fa riferimento. Inoltre nel Compendium morale de re publica, egli afferma che ci sono tre divinità adorate in tre posti diversi nei dintorni del nord di Parigi: Giove a Montjavoult, Mercurio a Montmartre, Apollo a Courdimanche. In cima a Montmartre, si accendeva un fuoco agli inizi delle cerimonie che riuniva i druidi al popolo. Secondo lo studioso è di questo posto di cui parla Giulio Cesare quando ricorda le riunioni annuali dei Galli ai confini del paese dei Carnuti..
Raoul de Presles nella Musa dedicata a Carlo V nel 1365 o 1366, evoca l'esistenza di un oracolo ad Apollo nel sito di Saint-Denis dal nome Tricine . Dal IX al XII secolo, i testi menzionano un luogo detto Tiricina. Tricine deriva dal latino e significa "ogni volta trenta" . Può indicare che l'oracolo evocato da Raoul de Presles funzionava solo ogni trenta anni secondo le raccomandazioni dei Druidi che contavano un secolo in trent'anni. Per Anne Lombard-Jourdan, questo posto era in Gallia per i popoli celti l'equivalente di ciò che Delfi era in Grecia per la collettività ellenica e Tara per i popoli d'Irlanda.

#### Rinascimento
.Anne Lombard-Jourdan segnala in vari documenti datati XVI secolo la presenza di vestigia archeologiche a Lendit.

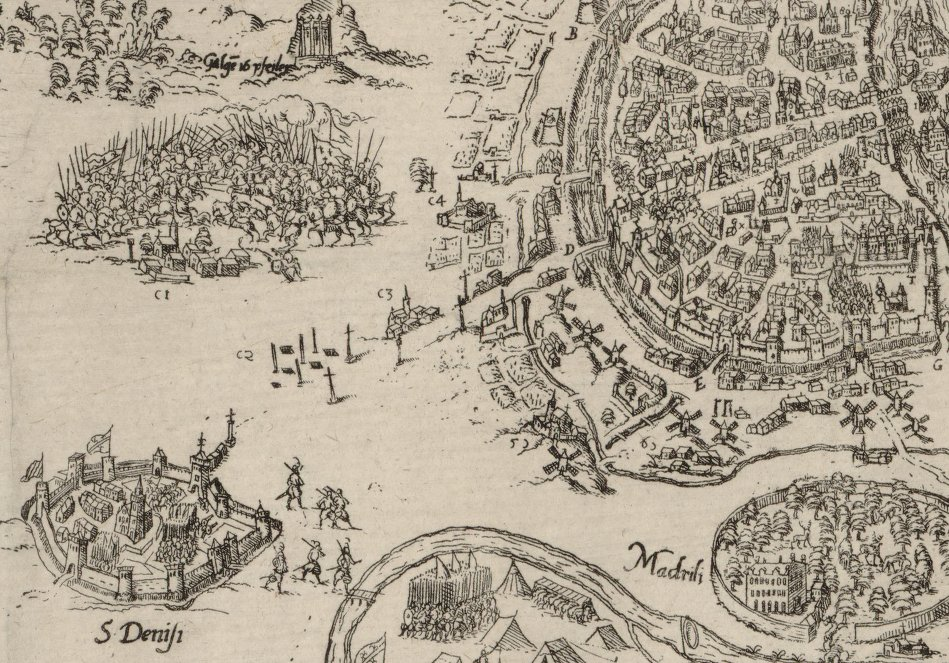
Mathis Zundten, Parigi e dintorni, 1565

- Sulla pianta di Parigi e dei suoi dintorni di Mathis Zundten (1565) tra Parigi e Saint-Denis, nel luogo esatto occupato da Montjoie e sotto il nome di "Landi", si possono vedere vicino a due croci, delle colonne e dei blocchi di pietra, vestigia di rovine antiche.
- Quattro alessandrini tessuti su un drappo lasciano pensare che nel XVI secolo una funzione religiosa druidica era celebrata a Lendit; l'arazzo La Battaglia di Sant-Denis (1567) datato tra il 1570 e il 1589 evoca i "Camp Druidi" e rimpiange che in questo luogo dei Francesi uccisero altri Francesi[10].
- Un quadro presente al Museo Carnavalet di autore anonimo della fine del XVI secolo rappresenta Santa Geneviève sulla strada che univa Parigi a Saint-Denis, seduta in un cerchio eretto con delle pietre, testimonianza di un vero e proprio cerchio di pietre a Lendit che mostrerebbe come poteva essere stato il Perron.

### Avvenimenti dell'Epoca Romana

#### La costruzione del Pilastro dei Nauti

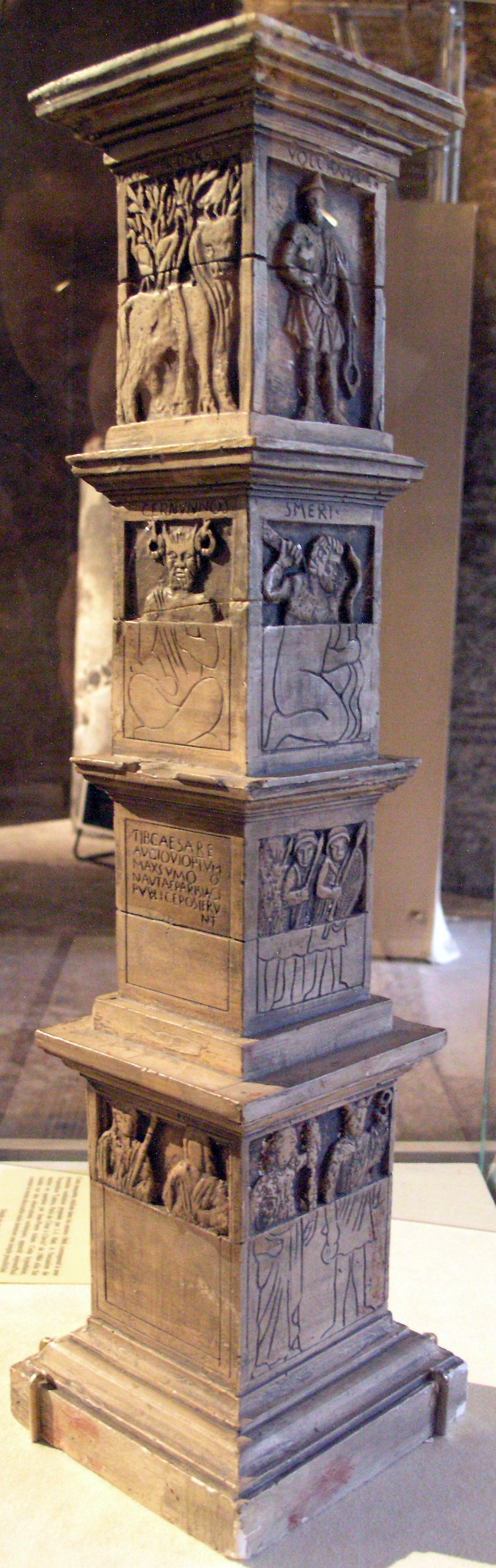
ricostruzione del Pilastro dei Nauti

Secondo la storica Anne Lombard-Jourdan, i Nauti, edificando il pilastro, vollero mostrare al popolo della Gallia, la necessità di cooperare. Dedicarono la colonna a Giove, dimostrando di volersi allineare alla religione dei Romani affermando però allo stesso tempo la loro fedeltà anche ai culti indigeni affidata ai richiami agli dei Galli. La costruzione della colonna è contemporanea al divieto ai druidi di potersi riunire in assemblee. I Nauti diedero agli dei galli un aspetto antropomorfo per impersonare la posizione di intermediari dei druidi tra gli dei e gli uomini. Per Anne Lombard-Jourdan, il pilastro era situato a Lendit dove si sarebbero riuniti i druidi dei Galli. Sarebbe esistito un luogo detto il "Pilastro" e un tale nome attribuito ad un prato in prossimità del luogo di riunione dei druidi è la dimostrazione secondo Anne Lombard della presenza di un Pilastro dedicato agli dei. Per Anne, l'autore della prima Vita di Saint-Denis fa riferimento al Pilastro e all'iscrizione che menziona che il monumento era stato edificato dai Nauti poiché sottolinea anche che "gli idoli sono stati distrutti dagli stessi che li avevano eretti a spese loro. Nel 658, il Concilio di Nantes raccomandava di ribaltare le pietre, gli oggetti di venerazione dei pagani e di nasconderli affinché gli adoratori non potessero ritrovarli. Il Pilastro sarebbe stato trasferito nell'île de la Cité per essere sepolto sotto l'altare della futura Cattedrale di Notre-Dame. Il dio Cernunnos appare evidente nel Pilastro dei Nauti quindi secondo Anne Lombard-Jourdan, il dio padre dei Galli al quale Giulio Cesare dà il nome di un dio romano, Dis Pater, nome arcaico di Plutone, potrebbe essere Cernunnos. Dis Pater è in effetti il dio del mondo sotterraneo e dei ricchi come poteva essere Cernunnos. Cernunnos è il solo dio a portare sistematicamente degli attributi caratteristici dei popoli della Gallia come dei calzoni corti e un bracciale, torque;  queste similitudini ne fanno un dio nazionale, il padre dei Galli.

#### L'Impero di Costantino e Flavio Claudio Giuliano a Lendite
Secondo Anne Lombard-Jourdan, gli Imperatori Costantino e Flavio Claudio Giuliano, o Giuliano l'apostata, sono venuti a Lutezia  approfittando dell'ospitalità dei Parisi e hanno onorato il santuario gallo di Lendit .
Nel giugno 310,  Costantino sarebbe arrivato al Solstizio. Anne Lombard lo identificò a Lendit, dove era arrivato al fine di ricevere l'Oracolo d'Apollo a cui avrebbe dato tre corone d'alloro portanti il simbolo solare della croce decussata, evocante la cifra X, foriera di trenta anni di vita. Anne Lombard identifica questa menzione al tricennum omen annorum dell'oracolo Tricine menzionato da Raoul de Presles e con il luogo dallo steso nome vicino al campo Belin, luogo associato a Bélènos, il dio Apollo dei Galli.
Anche Giuliano si sarebbe recato a Lendit per convocare per ben due volte i suoi sostenitori nel 360. Quando le truppe lo proclamarono Augusto, il 1 marzo 360, Giuliano I convoca il giorno seguente i suoi sostenitori salendo sulla tribuna che Anne Lombard assimila rispettivamente a Lendit e al suo Perron; a Lutezia accettò il bracciale, bijou nazionale gallo per eccellenza, torque, che gli tese un soldato come diadema e si lasciò alzare sullo scudo di un soldato; questi eventi dimostrano la volontà di Giuliano di tenere un legame particolare con i Galli e secondo Lombard-Juordan spiegherebbero il suo soggiorno in prossimità dei siti religiosi nazionali Galli a Lendit.

#### Il Martirio di Saint-Denis

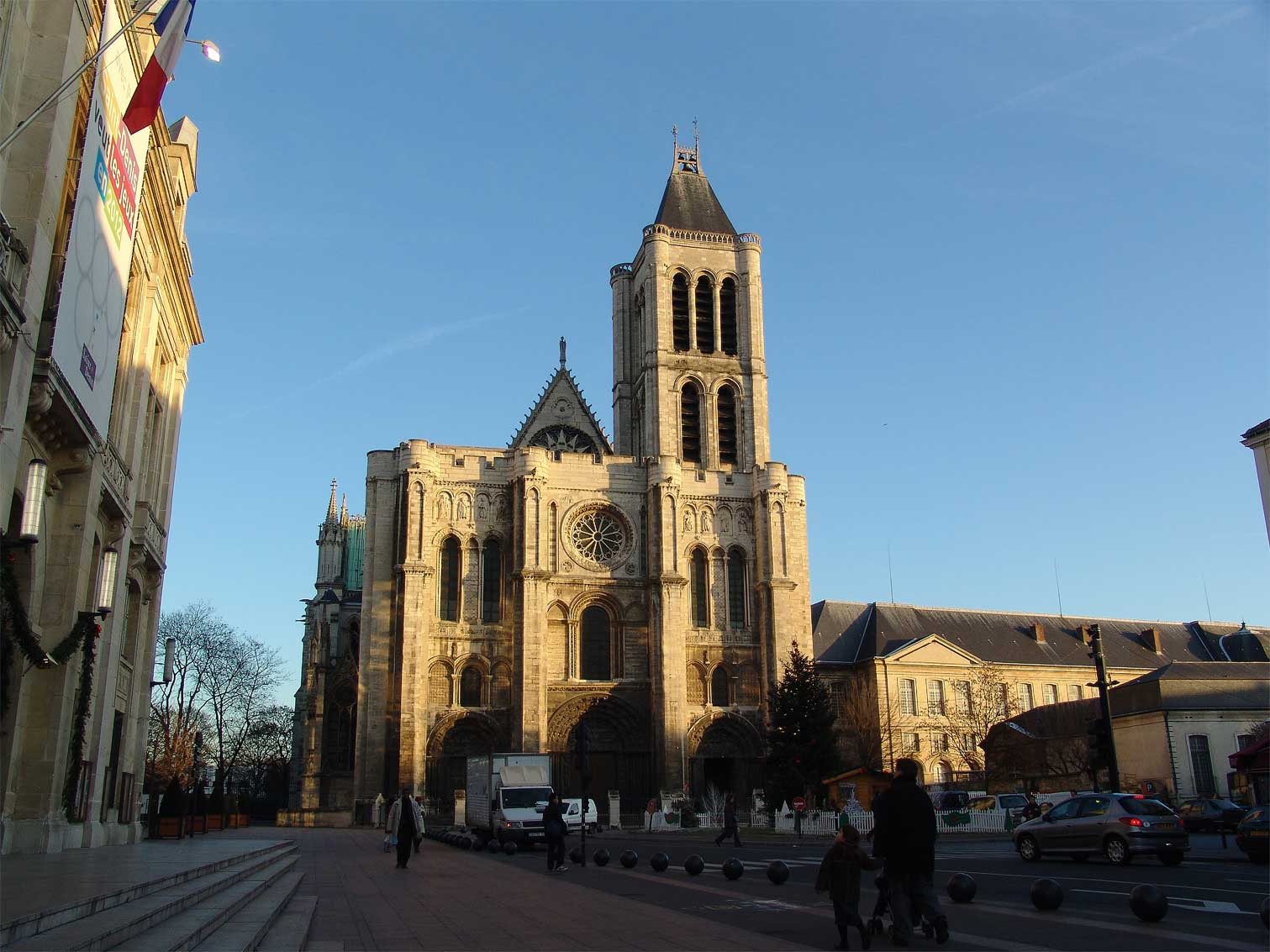
La Basilica di Saint-Denis a Parigi

Le vite del Santo assicurano che arriva in Gallia alla fine del V secolo affrettandosi verso il luogo "in cui ha imparato che il fanatismo pagano imperversava con più forza". Viene martirizzato vicino a Montmartre lì, dove il nome deriva da Maercurio. In effetti, la tradizione parigina situa i martirii dei suoi primi vescovi a Catulliacus, situandoli anche a Montmartre, ma ai piedi del monte e non alla sommità. Questo luogo su un piccolo tumulo, ricorda il tumulo di Montjoie.
I responsabili della cristianizzazione trasferirono le reliquie, di Saint-Denis, ossia San Dionigi, ritenuto il primo vescovo di Parigi, in una prima basilica, al Pas de la Chapelle, la Chiesa di Saint- Denis de la Chapelle. Nel 627, si trasferiranno definitivamente in un'antica cappella dedicata a San Pietro dove è l'attuale Basilica di Saint-Denis. Bisogna tener presente quindi tre luoghi: Lendit, il luogo del martirio, la prima sepoltura a Parisius dove Santa Genevieve erege una basilica nel V secolo, e a Catolacus dove il suo corpo riposerà fino alla traslazione del 627.

## Lendit nel Medioevo

### La Fiera di Lendit
Secondo Anne Lombard-Jourdan le assemblee dei Galli ricordate da Giulio Cesare continuarono a tenersi anche sotto la dominazione romana al nord di Lutezia nel piano di Saint-Denis. Il nome di Endit che per agglutinazione dell'articolo divenne Lendit fu dato al campo o alla piana situata tra il passo della Chapelle e Saint-Denis. I luoghi che portavano questi nomi sono raggruppati al nord della Loira; per Anne Lombard alcuni boschi del Landit, alcuni campi e la foresta corrispondono a tre luoghi antichi delle assemblee galliche, ritrovi religiosi ma anche economici tenutosi anche prima della conquista romana. Il nome deriverebbe dal luogo delle fiere che furono chiamate da allora in poi solo con il nome di 'La Fiera del Landit' come da attestazione di documenti dell'XI secolo. La Fiera si teneva per due settimane ogni 11 di giugno, giorno di San Barnaba, fino al 24 giugno, giorno di San Giovanni, alla piana di Saint-Denis. Si ritiene sia stata creata da Dagoberto I ma secondo Anne Lombard è verosimile che essendo situata su una via romana, la Via Agrippa che andava verso il Mare del Nord, essa sia più antica e affondi le sue radici in epoca gallica. La captazione fatta dall'abate di Saint-Denis delle fiere di ottobre e giugno sono per la studiosa solo la riprova di come si erano sviluppati gli avvenimenti intorno alla Fiera:  Il campo di Landit, luogo di convocazione delle assemblee galliche trasmise così il suo nome alla Fiera.

#### Il Montjoie du Lendit
I Galli veneravano i loro antenati che diventavano dei semi-dei a cui rendevano omaggio e dove i Celti passavano la notte per poi accedere agli oracoli. I tumoli divennero così un luogo di ritrovo. In questo contesto Montjioie poteva essere considerato sia un luogo funerario che un mezzo per garantire la protezione del paese, infatti la tomba era abitata, secondo i Celti, da un antenato che avrebbe difeso il suo popolo. Essi associarono l'adorazione di un dio a quella di un antico tumulo ed è ciò che accadde secondo Anne Lombard a Lendit. Questo antico antenato non è conosciuto ma è possibile che questo dio sia stato assimilato a Giove poiché il luogo è stato chiamato Mons Jovis, il monte di Giove. Tuttavia, Anne Lombard associa un'altra etimologia a Montjioie che parte da parole germaniche quali 'mund' e 'gawi', ossia 'protezione' e 'territorio' ovvero 'protettore del territorio', all'arrivo dei Franchi, l'antico antenato in cerca di un nome fu designato nel loro linguaggio come 'mundgawi', poi l'aggettivo usato per gli eroi fu esteso al tumulo che proteggeva il corpo dell'antenato.
La figura tutelare del 'protettore del paese' era invocata dai guerrieri Franchi e sarebbe diventata il grido di guerra dei re dei Franchi. L'aggiunta del nome di Saint-Denis permise di dargli un valore cristiano nel 1160 .

#### Il Perron di Lendit

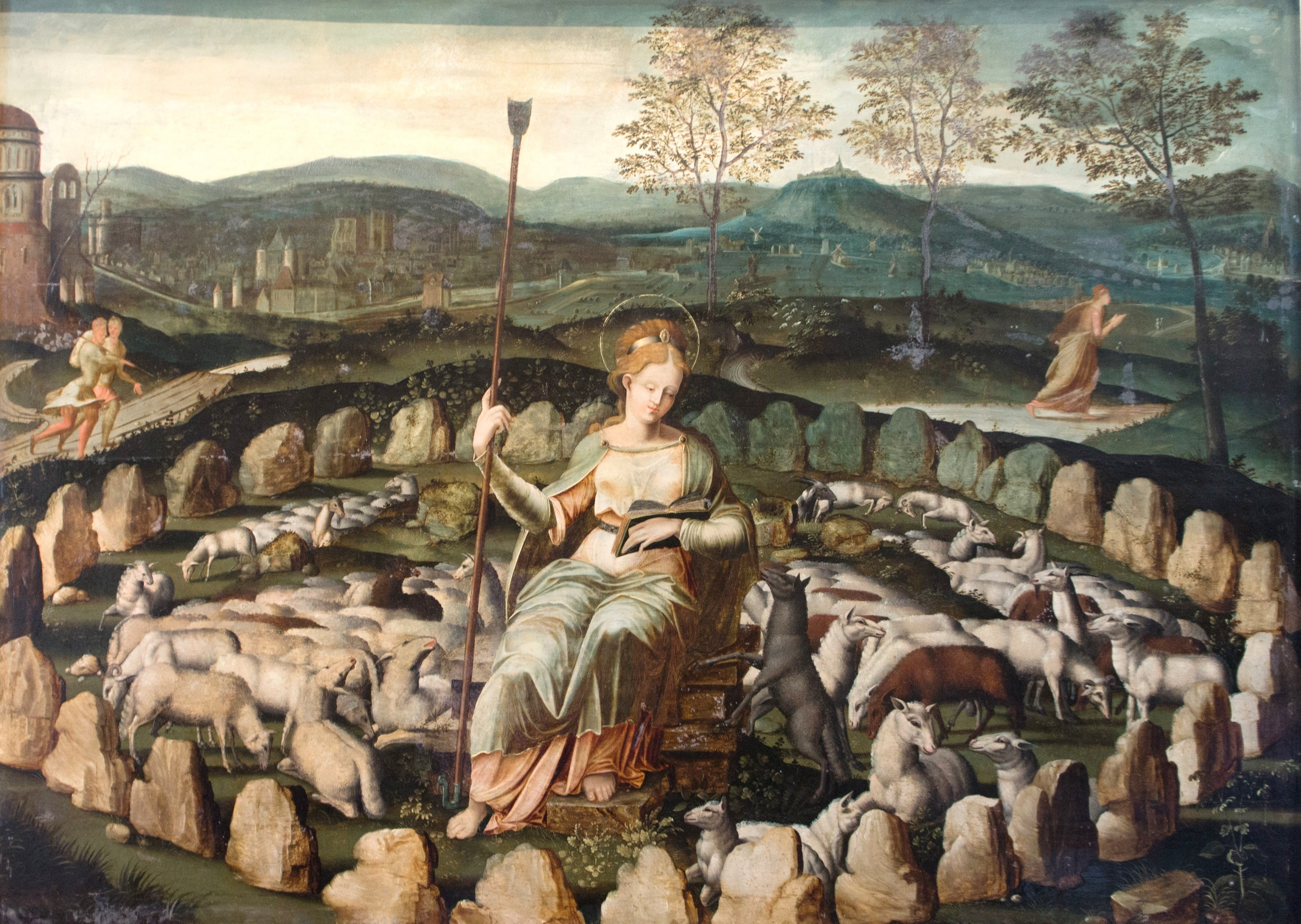
Santa Geneviève tra Parigi e Saint-Denis, Museo Carnevallet

Sotto il nome di Perron, di rocce che accompagnavano di solito dei tumuli, si sono lasciate molte tracce nei toponimi e nelle tradizioni folkloristiche dei paesi d'Europa. Si tratta di grosse pietre grossolanamente tagliate sulle quali ci si poteva sedere o stare in piedi. Servivano da luogo in cui fare dei proclami, annunci di sentenze e nella tradizione gallica e irlandese, sulla pietra di sovranità si eleggeva il re e il capo. Nei pressi del Montjioie esisteva un Perron che aveva questa finalità presso i Parisi. Questo genere di tumulo dalle pietre piatte si data intorno all'età del bronzo, tra il 1200 e il 1800 avanti Cristo. La Canzone di gesta di Ferraù menziona più volte il Perron di Lendit. Altri luoghi detti tombe, zolle, permettono di supporre che altri tumuli funerari circondassero quello centrale. Si trova un'ultima menzione al Perron nella 'Lista dei prezzi delle scatole alla Fiera di Lendit' scritta nel 1411 da Philippe de Villette.

## Opere
- Anne Lombard-Jourdan, La Courneuve, histoire d'une localité de la région parisienne des origines à 1900, Paris, éd. du centre national de la recherche scientifique, 1980
- Anne Lombard-Jourdan, Aux origines de Paris : la genèse de la rive droite jusqu’en 1223, Paris, CNRS, 1985
- Anne Lombard-Jourdan, Montjoie et Saint-Denis ! : le centre de la Gaule aux origines de Paris et de Saint-Denis, Paris, éd. Presses du C.N.R.S., 1989
- Anne Lombard-Jourdan, Fleur de lis et Oriflamme, signes célestes du Royaume de France, éd. Presses du CNRS, 1991, préface de Jacques le Goff
- La plaine Saint-Denis : deux mille ans d'histoire, 1995
- Anne Lombard-Jourdan, Paysages de Saint-Denis, éd PSD, 1996, préface de Patrick Braouezec et Jean Rollin
- Anne Lombard-Jourdan, Aux origines de Carnaval : un Dieu gaulois ancêtre des rois de France, éd. Odile Jacob, 2005
- Anne Lombard-Jourdan, Les Halles de Paris et leur quartier (1137-1969), Paris, éd. École nationale des chartes, 2009, 245 p.
- Anne Lombard-Jourdan, La Confrérie parisienne des pèlerins de Saint Michel du Mont, avec un tableau inédit du xviie siècle, Extrait du Bulletin de la Société de l'histoire de Paris et de l'Île-de-France, t. 113-114. 1986-1987.